# Wilson, Mississippi County, Arkansas
Wilson är en ort i Mississippi County i Arkansas, USA.